# Radula evansii
Radula evansii là một loài rêu trong họ Radulaceae. Loài này được Castle mô tả khoa học đầu tiên năm 1938.